# Georg Marin
Georg Marin (* 2. August 1946 in Wien als Georg Drozdowski; † 22. Juni 2025 in Köln) war ein österreichischer Schauspieler.

## Leben

### Herkunft und Ausbildung
Georg Marin war der Sohn des österreichischen Schriftstellers und Journalisten Georg Drozdowski. Als Schauspieler trat er unter Marin, dem Namen seiner Großmutter väterlicherseits, auf. Er wuchs in Klagenfurt am Wörthersee auf. 1960 stand er als Jugendlicher bereits am Stadttheater Klagenfurt als Tells Knabe auf der Theaterbühne. Seine Schauspielausbildung absolvierte er dann in Wien.

### Theater
Sein erstes Festengagement erhielt er 1969 am Landestheater Detmold. Es folgten Engagements u. a. in Krefeld, an den Städtischen Bühnen Augsburg (1973–1981), am Staatstheater Darmstadt, am Landestheater Salzburg, Kölner Schauspiel (1990–1996, dort u. a. 1993 in der Uraufführung von Ulrich Woelks Tod Liebe Verklärung), am Düsseldorfer Schauspielhaus und bei den Ruhrfestspielen Recklinghausen. Als freier Schauspieler gastierte er ab Ende der 1990er Jahre regelmäßig an verschiedenen Theaterbühnen, schwerpunktmäßig in Nordrhein-Westfalen und Rheinland-Pfalz.
In der Spielzeit 1997/98 verkörperte er den Heinzi Bösel in Indien am Kleinen Haus in Düsseldorf. In der Spielzeit 2006/07 spielte er am Bremer Theater als Gast die Rolle des Pjotr Nikolayev Sorin im-Tschechow-Stück Die Möwe (Regie: Michael Talke). In der Spielzeit 2008/09 trat er, in einer Inszenierung von Albrecht Hirche, als Semjon Sachartytsch Marmeladow in Verbrechen und Strafe am Theater Aachen auf. Außerdem übernahm er in der Spielzeit 2008/09 am Schauspiel Essen den Rollo in Der Held der westlichen Welt (Regie: Anselm Weber).
Ab 2010 trat er außerdem regelmäßig am Théâtre National du Luxembourg auf. Dort spielte er in der Spielzeit 2009/10, in einer Koproduktion mit den Ruhrfestspielen, den verkommenen Bruder in Tankred Dorsts neuem Stück Ich soll den eingebildet Kranken spielen, 2011 den Landstreicher Davies in Der Hausmeister, 2012 den Kurator der Armenanstalten Zemljanika in Der Revisor (Regie: Frank Hoffmann, ebenfalls eine Koproduktion mit den Ruhrfestspielen und dem Theater Bonn), in der Spielzeit 2012/13 den Zirkusdirektor Igor in Die Lippizanernummer von Jean Paul Maes (Regie: Anne Simon), in der Spielzeit 2015/16 den Gerichtspräsidenten und ehemaligen SS-Offizier Rudolf Höller in Vor dem Ruhestand (Regie: Pol Cruchten). In der Spielzeit 2016/17 folgte die historische Figur des Julius Streicher in Codename Ashcan von Ouri Wesloy (Co-Produktion mit dem Pfalztheater Kaiserslautern, Regie: Anne Simon).
2011 übernahm er an den Wuppertaler Bühnen die Rollen Dr. Goll und Schigolch in Wedekinds Lulu. In der Spielzeit 2011/12 gastierte er an den Wuppertalen Bühnen dann als zynischer Onkel Harvey in Schöne Bescherungen von Alan Ayckbourn.
Am Theater Koblenz spielte er den alten Faust in Faust I (Premiere: Spielzeit 2013/14, Regie: Markus Dietze) und Faust II (Premiere: Spielzeit 2015/16, Regie: Christian Schlüter). Außerdem spielte er am Theater Koblenz die Titelrolle in der Uraufführung von King Lear von John von Düffel (Premiere: Spielzeit 2017/18, Regie: Markus Dietze).
2016 trat er am Klagenfurter Ensemble in einem Karl-Valentin-Abend auf.

### Film und Fernsehen
Seit Ende der 1970er Jahre arbeitete Marin auch für den Film und das Fernsehen. Er hatte zahlreiche Film- und Fernsehrollen. Er arbeitete u. a. mit Regisseuren wie Claus Peter Witt,  Gernot Friedel, Karin Brandauer, Hermine Huntgeburth, Dominik Graf und Franz Xaver Bogner zusammen. In der Theateradaption Die Räuber von Pol Cruchten und Frank Hoffmann, Maximilian Schells letztem Film, spielte er den kriminellen Banker Field.
In der ARD-Serie Um Himmels Willen hatte Marin von der 10. bis zur 13. Staffel (2011–2014) eine wiederkehrende Seriennebenrolle als intriganter Weihbischof Wendelin Kalkbrunner. 2017 war Marin in der Fernsehserie Frau Temme sucht das Glück in einer Episodenrolle zu sehen; er spielte Dr. Sedel, den Arzt eines 109-jährigen Patienten (Dieter Schaad).

### Privates
Marin war mit der Maskenbildnerin Beatrix Safari verheiratet. Der gemeinsame Sohn ist der Filmemacher Niki Drozdowski. Er lebte in Köln.

## Filmografie (Auswahl)
- 1979: Das Dorf an der Grenze (Fernsehserie)
- 1982: Der Zwiebelturm
- 1985: Diese Drombuschs (Fernsehserie; Folge: Das Loch im System)
- 1990: Das Ende eines langen Winters (Fernsehfilm)
- 1990: Der große Reibach (TV-Miniserie)
- 1990: Sidonie (Fernsehfilm)
- 1996: Gefährliche Freundin (Fernsehfilm)
- 1998: SK Babies (Fernsehserie; Folge: Rosenkavalier)
- 2000: Tatort – Trittbrettfahrer (Fernsehreihe)
- 2001: Lindenstraße (Fernsehserie; Folge: Spannungen)
- 2001: Alarm für Cobra 11 – Die Autobahnpolizei (Fernsehserie; Folge: Fieberträume)
- 2002: SK Kölsch (Fernsehserie; Folge: Die Wunderlampe)
- 2003: Tatort – Bermuda
- 2004: Kalter Frühling (Fernsehfilm)
- 2004: Die Wache (Fernsehserie; Folge: Verflucht)
- 2004: München 7 (Fernsehserie; Folge: Föhn)
- 2010: Rennschwein Rudi Rüssel (Fernsehserie; Folge: Rudi ist krank)
- 2011: Gottes mächtige Dienerin (Fernsehfilm)
- 2011–2016: Um Himmels Willen (Fernsehserie; Seriennebenrolle)
- 2015: Die Räuber (Kinofilm)
- 2015: Helen Dorn – Der Pakt (Fernsehreihe)
- 2015: Kreisliga – Ein Dorf sieht schwarz (Fernsehfilm)
- 2017: Frau Temme sucht das Glück (Fernsehserie; Folge: Alles nach Plan)
- 2019: SOKO Donau (Fernsehserie; Folge: Im Paradies)
- 2022: Die Bürgermeisterin (Fernsehfilm)
- 2024: SOKO Stuttgart (Fernsehserie; Folge: Hundeelend)